# (34191) Jakhete
2000 QR49 (asteroide 34191) é um asteroide da cintura principal. Possui uma excentricidade de 0.04303100 e uma inclinação de 5.69412º.
Este asteroide foi descoberto no dia 24 de agosto de 2000 por LINEAR em Socorro.